# Räuberschach
Räuberschach ist eine Schachvariante, bei der Schlagzwang besteht und derjenige Spieler gewinnt, dessen Spielsteine alle geschlagen wurden. Wer als einziger noch Steine auf dem Brett hat, verliert. Es war in Deutschland bereits um 1870 bekannt. Erfinder war möglicherweise der Leipziger Schachspieler Richard Schurig.
|   | a | b | c | d | e | f | g | h |   |
| 8 |   |   |   |   |   |   |   |   | 8 |
| 7 |   |   |   |   |   |   |   |   | 7 |
| 6 |   |   |   |   |   |   |   |   | 6 |
| 5 |   |   |   |   |   |   |   |   | 5 |
| 4 |   |   |   |   |   |   |   |   | 4 |
| 3 |   |   |   |   |   |   |   |   | 3 |
| 2 |   |   |   |   |   |   |   |   | 2 |
| 1 |   |   |   |   |   |   |   |   | 1 |
|   | a | b | c | d | e | f | g | h |   |

Räuberschach, Weiß am Zug gewinnt. 
 Lösung: 1. h3! a5 2. h4 a4 3. h5 a3 4. h6 a2 5. h7 a1T 6. h8L! T beliebig 7. La1 Txa1 1-0 
oder 5. … a1K 6. h8T! und z. B. 6. … Kb2 7. Th4 Kc2 8. Te4 Kb1 9. Te3 Kc1 10. Th3 Kd1 11. Tf3 usw. 1-0

## Alternativnamen
Räuberschach wird im Deutschen auch als Schlagschach, Vergabeschach oder Fressschach bezeichnet. Auf Schachservern und im internationalen Spielbetrieb findet man diese Variante häufig unter Namen wie „Antichess“, „Suicide“ oder „Giveaway“. Ein gebräuchlicher englischer Name ist auch „Losing Chess“.

## Regeln
Die Grundaufstellung entspricht dem gewöhnlichen Schach. Die Zugregeln weichen in folgenden Punkten ab:
- Es herrscht Schlagzwang. Wenn der Spieler, der am Zug ist, einen Stein des Gegners schlagen kann, so muss er das auch tun. Bei mehreren Schlagmöglichkeiten kann eine beliebige gewählt werden.
- Der König ist eine gewöhnliche Figur, das heißt, er kann wie alle anderen geschlagen werden, somit existieren auch keine Schachgebote.
- Ein Bauer darf, wenn er die gegnerische Grundreihe erreicht, auch in einen König umgewandelt werden.
- In den meisten Regelvarianten entfällt die Rochade, so auch in den internationalen und den FICS-Regeln.
- Es gewinnt der Spieler, dessen Steine alle geschlagen wurden.
- Für den Fall, dass ein Spieler noch Steine hat, aber nicht mehr ziehen kann, gibt es verschiedene Regelvarianten:
  1. Der Spieler, der nicht mehr ziehen kann, hat gewonnen (internationale Regeln)
  2. Die Partie ist remis.
  3. Der Spieler, der weniger Steine auf dem Feld hat, gewinnt; bei Gleichstand ist die Partie remis (FICS-Regeln)
  4. Wer nicht mehr ziehen kann, setzt solange aus, bis er wieder ziehen kann. Wenn keiner mehr ziehen kann, ist die Partie remis.
- Remis gibt es außerdem durch Übereinkunft, durch dreimalige Stellungswiederholung oder durch die 50-Züge-Regel. Theoretisch remis ist beispielsweise ein Endspiel, bei dem jeder Spieler noch genau einen Läufer hat und die beiden Läufer auf Feldern unterschiedlicher Farbe stehen. Auch wenn beide Seiten nur noch einen König haben, ist es im Normalfall nicht möglich, das Schlagen der letzten Figur zu erzwingen, und die Partie endet remis.

## Eröffnung
Die häufigsten Eröffnungszüge im normalen Schach – 1. e4 und 1. d4 – verlieren im Räuberschach forciert; Schwarz kann binnen 17 Zügen alle Steine loswerden.
Am 10. Oktober 2016 hat der Räuberschachforscher und -programmierer Mark Watkins von der University of Sydney nachgewiesen, dass 1. e3 forciert gewinnt, und so das Spiel „schwach gelöst“. Dazu wurden über 929 Millionen Knoten, also sich aus 1. e3 ergebende mögliche Stellungen, analysiert. Ein Jahr zuvor wurde bereits von Klaas Steenhuis nach neunmonatiger Arbeit unter Verwendung auch des von Mark Watkins geschriebenen Löseprogramms in 195 Millionen Knoten nachgewiesen, dass nach 1. a3 e6 Schwarz forciert gewinnt. Dabei wurde eine räuberschachspezifische Endspieldatenbank eingesetzt.